# كلب صيد بصري

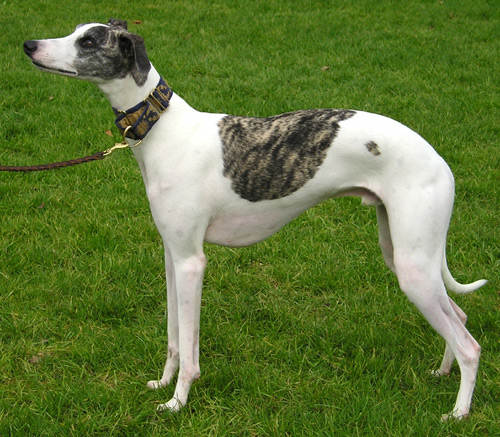
كلب الويبت الذي يتميز بسيقان طويلة وصدر غائر وخصر نحيل

كلاب الصيد بالبصر (بالإنجليزية: Sighthounds)‏ هي مجموعة واسعة من كلاب الصيد التي تصطاد وتلاحق الفريسة اعتمادا على البصر والسرعة بدلاً من الرائحة والقدرة على التحمل كما تفعل الأنواع الأخرى.

## الخصائص

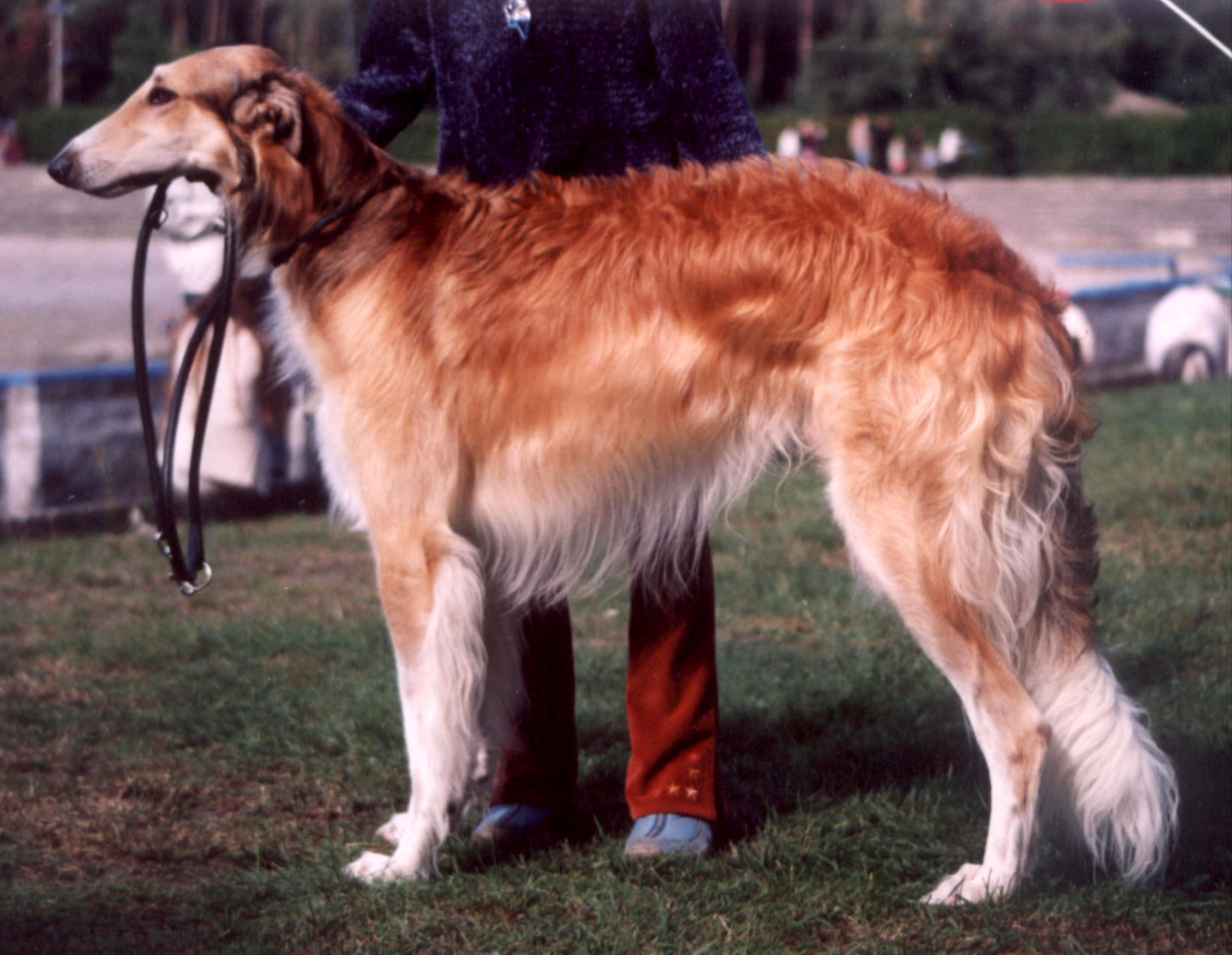
الكلب البورزوي، في عرض للكلاب في ريبنيك 2005

تتخصص هذه الكلاب في مطاردة الفريسة وإبقائها تحت نظرها في الأفق وتتغلب عليها بسرعتها الكبيرة وخفة حركتها. هذه الكلاب قادرة على اكتشاف حركة الفريسة بسرعة لانها تتمتع بحدة إبصار عالية جدا . كلاب الصيد بالبصر قادرة على اصطياد فريسة سريعة ورشيقة مثل الغزلان والأرانب البرية وهي تتمتع بظهر مرن للغاية وأرجل طويلة تساعدها في الخطو بشكل واسع ولها صدر عريض يحيط بقلب كبير الحجم بشكل غير عادي (مقارنة بالكلاب الأخرى) ورئتين كبيرتين للغاية تساعد الكلب في الجري أثناء السباقات والمطاردة. تمتلك مجموعة كلاب الصيد بالبصر جسم نحيل ووزنها قليل وتتمتع بسمات تشريحية وفسيولوجية فريدة.

## قائمة الأنواع
فيما يلي مجموعة من الكلاب المصنفة ككلاب صيد بالبصر:
- كلب الصيد الأفغاني
- كلب أزواخ
- الكلب البورزوي
- تشيبيباراي
- جالجو إسبانول
- السلوقي
- هرتايا بورزيا
- الكلب الإيرلندي صائد الذئاب
- الكلب السلوقي الإيطالي
- كاني
- كومباي
- الكلب البصري المجري
- كلب مارثا
- الكلب البصري الكرواتي القديم (منقرض)
- الكلب السلوقي الباتاغوني
- الكلب السلوقي البولندي
- كلب راجابالايام
- كلب رامبور السلوقي
- كلب سلوقي
- كلب صيد الغزلان الاسكتلندي
- Silken Windhound
- الكلب السلوغي المغربي
- كلب تايجان
- تازي
- كلب الويبت
- كلب شيغو